# PSR B1509-58
PSR B1509-58 es un púlsar situado a aproximadamente 17 000 años luz, en la constelación de Circinus, descubierto por el observatorio de rayos X Einstein en 1982. Se estima que su edad alcanza los 1 700 años. El púlsar se sitúa en una nebulosa que se agranda a lo largo de unos 150 años luz. La NASA describió la estrella como "una estrella de neutrones que gira rápidamente arrojando energía al espacio que la circunda para crear complejas e intrigantes estructuras, entre ellas una que se parece una mano poderosa azul cósmica gigante".